# Бель-Иль (остров)
Бель-Иль (фр. Belle-Île-en-Mer, брет. Enez ar Gerveur, лат. Vindilis) — остров в Бискайском заливе у побережья французской Бретани. Во время правления Наполеона I назывался также Островом Жозефины (фр. Île Joséphine).
Административно остров входит в департамент Морбиан. Постоянное население — 5249 жителей(2011). В летний период население многократно увеличивается за счёт отдыхающих, многие из которых имеют здесь дачи.

## География
Остров Бель-Иль расположен в 14 километрах от мыса Киберон. Это самый крупный остров у побережья Бретани: площадь — 83,76 км². Средняя высота — 40 м. Леса, в древности покрывавшие остров, сведены.

## История

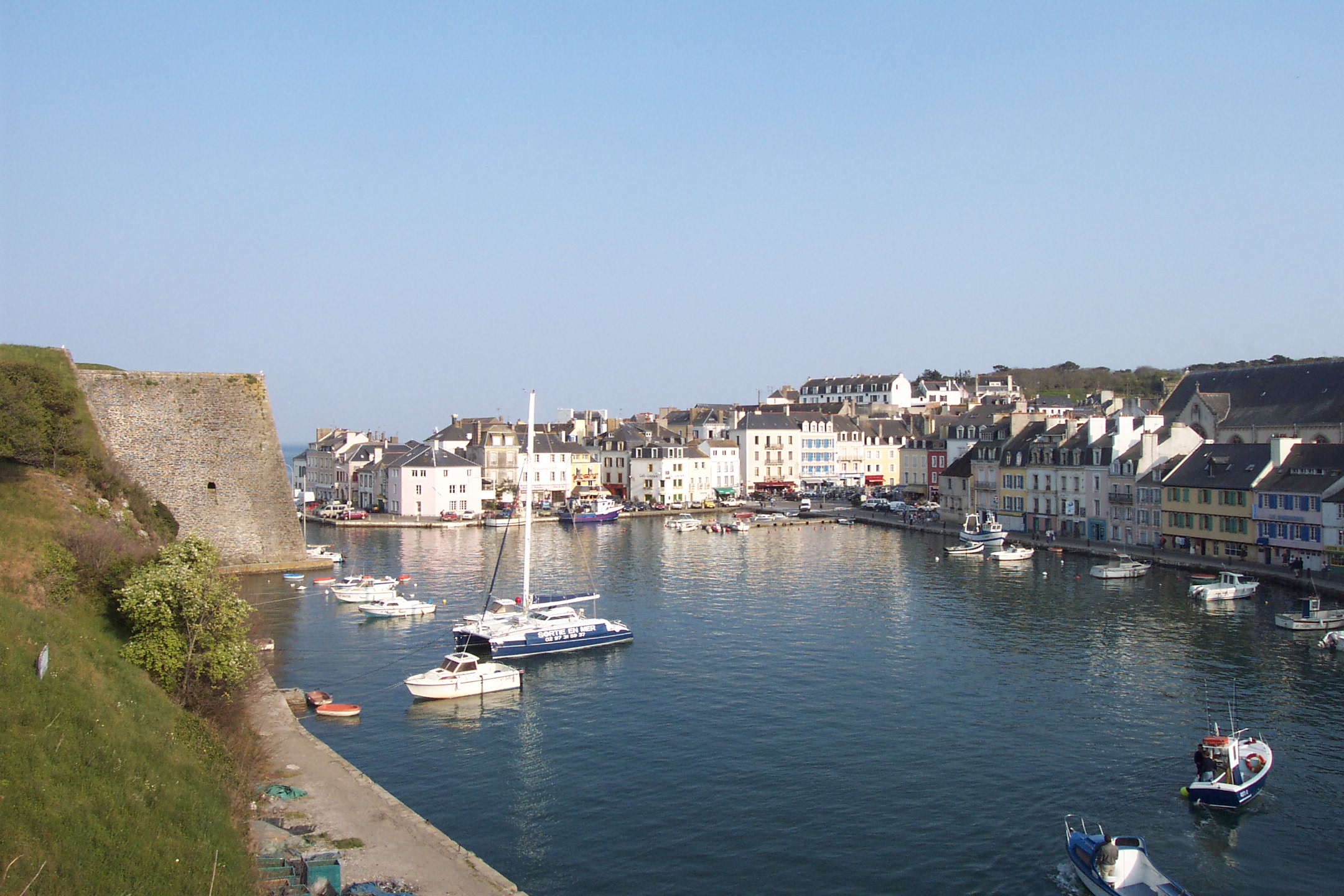
Гавань острова Бель-Иль

Остров Бель-Иль был заселён людьми более восьми тысяч лет назад. В IX веке принадлежал графству Корнуай. В XVII веке остров был куплен суперинтендантом финансов Франции Николя Фуке, который начал превращать его в неприступную крепость. Впоследствии, когда Фуке постигла опала, Бель-Иль был сдан королю.
В 1761 году Бель-Иль был взят английским флотом под командованием адмирала Огастеса Кеппеля, который имел 17 линейных кораблей и 10 000 сухопутных войск. Операция удалась, благодаря тому, что одновременно англичане блокировали французский флот в Бресте и потому фактически господствовали на море.
В литературе история борьбы вокруг острова затрагивается в романе Александра Дюма «Виконт де Бражелон».
Бретонский язык в живом общении сохранялся на острове до 1960-х или 1970-х годов (дольше всего — в приходе Локмариа); отдельные носители были живы еще в конце 1980-х годов. Диалект острова относится к ваннской диалектной группе.

## Административно-территориальное деление
Остров делится на четыре коммуны: Ле-Пале, Локмариа, Банго и Созо. Вместе они образуют сообщество коммун (communauté de communes) и кантон Бель-Иль.

## Транспорт
Порт Ле-Пале связан паромными линиями с несколькими городами Франции.
На острове есть небольшой одноимённый аэродром. Основные данные аэродрома: Взлётно-посадочная полоса 660×20 м, битумное покрытие, направление — 06/24.
В режиме общественного транспорта под брендом Taol Mor на острове функционируют два автобусных маршрута:
- Зелёный маршрут: Ле-Пале — Банго — Локмариа — Ле-Пале
- Красный маршрут: Ле-Пале — Созо — Банго — Ле-Пале

Автобусные маршруты функционируют только с апреля по сентябрь.